# Die Young (Roddy Ricch)
Die Young è un singolo del rapper statunitense Roddy Ricch, pubblicato il 20 luglio 2018 come primo estratto dal secondo mixtape Feed tha Streets II.

## Tracce
Testi e musiche di Rodrick Moore, London Holmes e Rex Kudo.
1. Die Young – 2:41

## Formazione
- Roddy Ricch – voce
- London on da Track – produzione
- Rex Kudo – produzione
- Dave Kutch – mastering
- Erik Madrid – missaggio
- William Binderup – assistenza al missaggio

## Classifiche
| Classifica (2019) | Posizione massima |
| ----------------- | ----------------- |
| Regno Unito       | 84                |
| Stati Uniti       | 99                |